# Championnat du monde de bridge
Plusieurs championnats du monde de bridge sont organisés par la Fédération mondiale de bridge (World Bridge Federation) :
- tous les deux ans a lieu le Championnat du Monde par équipes nationales (la « Bermuda Bowl » et, depuis 1974, la « Venice Cup » réservée aux femmes) ;
- tous les quatre ans ont lieu les « World Series » qui récompensent les meilleurs du monde dans les catégories suivantes : Paires Open, Paires Féminines, Paires Senior, Paires IMP, Match par 4 Open, Match par 4 Féminines, Match par 4 Senior ;
- depuis 1960, en parallèle des Jeux Olympiques d'été se déroulent tous les 4 ans les Jeux mondiaux (World Bridge Games depuis 2004, Bridge Olympiads antérieurement). Les éditions 2008 et 2012 se sont déroulées dans le cadre des Jeux mondiaux des sports de l'esprit[1], dans les catégories de compétition suivantes : Équipes Open (« Trophée Vanderbilt »), équipes féminines, équipes Senior, équipes mixtes.

## Bermuda Bowl et Venice Cup
| Année | Numéro du Championnat | Lieu                  | Vainqueur de la Bermuda Bowl | Vainqueur Venice Cup (en) |
| ----- | --------------------- | --------------------- | --- | --- |
| 2023  | 46e                   | Marrakech,Maroc       | SUISSE: Sjoert Brink, Bas Drijver, Jacek Kalita, Michał Klukowski, Michał Nowosadzki, Pierre Zimmermann, Fernando Piedra           | ISRAËL: Adi Asulin, Hila Levi, Adel Petelko, Ziv Tottman, Dana Tal, Noga Tal, Israel Yadlin                                      |
| 2022  | 45e                   | Salsomaggiore, Italie | SUISSE: Sjoert Brink, Bas Drijver, Piotr Gawryś, Michał Klukowski, Fernando Piedra, Pierre Zimmermann                              | SUEDE: Kathrine Bertheau, Sanna Clementsson, Louise Hallqvist, Ylva Johansson, Jessica Larsson, Emma Övelius, Tobias Törnqvist   |
| 2019  | 44e                   | Wuhan, China          | POLOGNE: Krzysztof Buras, Bartosz Chmurski, Jacek Kalita, Grzegorz Narkiewicz, Michal Nowosadzki, Piotr Tuczynski, Marek Pietrasek | SUEDE: Kathrine Bertheau, Sanna Clementsson, Ida Gronqvist, Jessica Larsson, Emma Ovelius, Cecilia Rimstedt, Kenneth Borin       |
| 2017  | 43e                   | Lyon, France          | USA2 : Martin Fleisher, Chip Martel; Michael Rosenberg, Jacek Pszczola; Joe Grue, Brad Moss                                        | CHINE : Yan Huang, Nan Wang ; Wen Fei Wang, Qi Shen ; Yan Lu, Yan Liu                                                            |
| 2015  | 42e                   | Chennai, Inde         | POLOGNE : Piotr Gawrys, Krzysztof Jassem, Jacek Kalita, Michal Klukowski, Marcin Mazurkiewicz, Michal Nowosadzki, Piotr Walczak    | FRANCE : Debora Campagnano, Bénédicte Cronier, Elisabeth Hugon, Vanessa Rees, Sylvie Willard, Joanna Zochowska, Laurent Thuillez |
| 2013  | 41e                   | Bali, Indonésie       | ITALIE : Norberto Bocchi, Lorenzo Lauria, Agustin Madala, Alfredo Versace                                                          | USA2 : Hjordis Eythorsdottir, Jill Levin, Jill Meyers, Janice Seamon-Molson, Jenny Wolpert, Migry Zur-Campanile                  |
| 2011  | 40e                   | Veldhoven, Pays-Bas   | PAYS-BAS : Sjoert Brink, Bas Drijver, Bauke Muller, Ricco van Prooijen, Louk Verhees, Simon de Wijs                                | FRANCE : Danièle Allouche-Gaviard, Véronique Bessis, Bénédicte Cronier, Catherine D'Ovidio, Joanna Neve, Sylvie Willard          |
| 2009  | 39e                   | Sao Paolo, Brésil     | USA : Bob Hamman, Zia Mahmood, Jeff Meckstroth, Eric Rodwell, Nick Nickell, Ralph Katz                                             | CHINE : Dong Yongling, Liu Yiqian, Sun Ming, Wang Hongli, Wang Wenfei, Yan Ru                                                    |
| 2007  | 38e                   | Shanghai, Chine       | NORVÈGE : Boye Brogeland, Glenn Grøtheim, Geir Helgemo, Tor Helness, Erik Sælensminde, Ulf Håkon Tundal                            | USA : Jill Levin, Irina Levitina, Jill Meyers, Hansa Narasimhan, Debbie Rosenberg, JoAnna Stansby                                |
| 2005  | 37e                   | Estoril, Portugal     | ITALIE : Norberto Bocchi, Giorgio Duboin, Fulvio Fantoni, Lorenzo Lauria, Claudio Nunes, Alfredo Versace                           | FRANCE : Bénédicte Cronier, Danièle Gaviard, Catherine D'Ovidio, Sylvie Willard                                                  |
| 2003  | 36e                   | Monte Carlo, Monaco   | USA : Richard Freeman, Bob Hamman, Jeff Meckstroth, Nick Nickell, Eric Rodwell, Paul Soloway                                       | USA : Betty Ann Kennedy, Jill Levin, Sue Picus, Janice Seamon-Molson, Tobi Sokolow, Kathie Wei-Sender                            |
| 2001  | 35e                   | Paris, France         | USA : Kyle Larsen, Chip Martel, Rose Meltzer, Alan Sontag, Lew Stansby, Peter Weichsel                                             | ALLEMAGNE : Sabine Auken, Pony Nehmert, Andrea Rauscheid, Daniela von Arnim                                                      |
| 2000  | 34e                   | Southampton, Bermudes | USA : Richard Freeman, Bob Hamman, Jeff Meckstroth, Nick Nickell, Eric Rodwell, Paul Soloway                                       | PAYS-BAS : Jet Pasman, Anneke Simons, Martine Verbeek, Bep Vriend, Marijke van der Pas, Wietske van Zwol                         |
| 1997  | 33e                   | Hammamet, Tunisie     | FRANCE : Paul Chemla, Alain Lévy, Christian Mari, Hervé Mouiel,FX Topin, Franck Multon, Michel Perron                              | USA : Lisa Berkowitz, Mildred Breed, Marinesa Letizia, Jill Meyers, Randi Montin, Tobi Sokolow                                   |

## World Series
| Année | Numéro du Championnat | Lieu                | Paire Open                                  | Paire Féminines                                      | Paire IMP                           | Match par 4 Open (Coupe Rosenblum)                                                                                             | Match par 4 Féminines (Coupe McConnell)                                                                                     |
| ----- | --------------------- | ------------------- | ------------------------------------------- | ---------------------------------------------------- | ----------------------------------- | --- | --- |
| 2022  | 16e                   | Wroclaw, Pologne    | Krzysztof Buras, Piotr Lutostański (POL)    | Jill Meyers – Kerri Sanborn (USA)                    | non disputé                         | Eric Greco, Geoff Hampson, Ralph Katz, Bobby Levin, Nick Nickell, Steve Weinstein , Jill Levin (USA)                           | Fischer Brigitta (HUN), Marion Michielsen, Cecilia Rimstedt, Sandra Rimstedt (SWE), Joan Brody (USA)                        |
| 2018  | 15e                   | Orlando, Etats-Unis | Mikael RIMSTEDT,Ola RIMSTEDT (Suède)        | Veronique BESSIS, Anne-Laure HUBERSCHWILLER (France) | non disputé                         | Geir HELGEMO, Tor HELNESS, Michal KLUKOWSKI, Franck MULTON, Pierre ZIMMERMAN (Monaco), Piotr Gawrys (Pologne),                 | Lynn BAKER, Irina LEVITINA, Karen McCALLUM, Kerri SANBORN, Beth PALMER (USA), Sally BROCK, Fiona BROWN (Angleterre).        |
| 2014  | 14e                   | Sanya, Chine        | Ehud FRIEDLANDER, Inon LIRAN (Israël)       | Liu SHU, Zhou TAO (Chine)                            | non disputé                         | Piotr GAWRYS, Stanislaw GOLEBIOWSKI, Krzysztof JASSEM, Michal KLUKOWSKI, Marcin MAZURKIEWICZ, Wlodzimierz STARKOWSKI (Pologne) | Lynn BAKER et Karen McCALLUM (USA), Sally BROCK et Nicola SMITH (Angleterre), Marion MICHIELSEN et Meike WORTEL (Pays-Bas)  |
| 2010  | 13e                   | Philadelphie, USA   | LEVIN Bobby, WEINSTEIN Steve (USA)          | DEAS Lynn, PALMER Beth (USA)                         | THOMPSON Wolfe, ZWERLING Marc (USA) | John Diamond, Brian Platnick, Fred Gitelman, Brad Moss, Eric Greco, Geoff Hampson (USA)                                        | Ling Gu, Yan Lu, Ming Sun, Hongli Wang, Xuefeng Feng, Yanhui Sun (CHINE)                                                    |
| 2006  | 12e                   | Vérone, Italie      | Zhong FU et Jie ZHAO (Chine)                | Irina LEVITINA et Kerri SANBORN (USA)                | Tezcan SEN et Okay GUR (Turquie)    | Roger BATES, Kyle LARSEN, Rose MELTZER, Alan SONTAG (USA), Geir HELGEMO et Tor HELNESS (Norvège)                               | Marinesa LETIZIA, Janice SEAMON-MOLSON, Tobi SOKOLOW, Carlyn STEINER (USA), Victoria GROMOVA et Tatiana PONOMAREVA (Russie) |
| 2002  | 11e                   | Montréal, Canada    | Fulvio FANTONI et Claudio NUNES (Italie)    | Karen McCALLUM et Debbie ROSENBERG (USA)             | non disputé                         | Norberto BOCCHI, Giorgio DUBOIN, Guido FERRARO, Lorenzo LAURIA et Alfredo VERSACE (Italie)                                     | Lynn DEAS, Irina LEVITINA, Jill MEYERS, Randi MONTIN, Beth PALMER et Kerri SANBORN (USA)                                    |
| 1998  | 10e                   | Lille, France       | Michal KWIECIEN et Jacek PSZCZOLA (Pologne) | Shawn QUINN et Jill MEYERS (USA)                     | non disputé                         | Francesco ANGELINI, Andrea BURATTI, Massimo LANZAROTTI, Lorenzo LAURIA, Antonio SEMENTA et Alfredo VERSACE (Italie)            | Maria ERHART, Doris FISCHER, Sylvia TERRANEO et Terry WEIGKRICHT (Autriche)                                                 |

## Jeux Mondiaux
| Année | Numéro du Championnat | Lieu                                | Equipe Open (Trophée Vanderbilt)                                                                         | Equipe Féminines                                                                                                 |
| ----- | --------------------- | ----------------------------------- | --- | --- |
| 2024  | 16                    | Bueno Aires, Argentine              | | |
| 2020  | Edition annulée       | prévus à Salsomaggiore Terme, Italy | | |
| 2016  | 15                    | Wroclaw, Pologne                    | PAYS-BAS: Sjoert Brink, Bauke Muller, Bob Drijver, Bas Drijver, Simon De Wijs, Anton Maas                | ÉTATS-UNIS: Lynn Deas, Beth Palmer, Kerri Sanborn, Janice Seamon-Molson, Sylvia Shi, Tobi Sokolow, David Sokolow |
| 2012  | 14                    | Lille, France                       | SUÈDE: Krister AHLESVED, Peter BERTHEAU, Per-Ola CULLIN, Fredrick NYSTROM, Jona PETERSSON, Johan UPMARK  | ANGLETERRE : Sally BROCK, Heather DHONDY, Fiona BROWN, Susan STOCKDALE, Nevena SENIOR, Nicola SMITH              |
| 2008  | 13                    | Pekin, Chine                        | ITALIE : Giorgio DUBOIN, Fulvio FANTONI, Lorenzo LAURIA, Claudio NUNES, Antonio SEMENTA, Alfredo VERSACE | ANGLETERRE : Sally BROCK, Heather DHONDY, Catherine DRAPER, Anne ROSEN, Nevena SENIOR, Nicola SMITH              |

## Championnat du monde universitaire de bridge

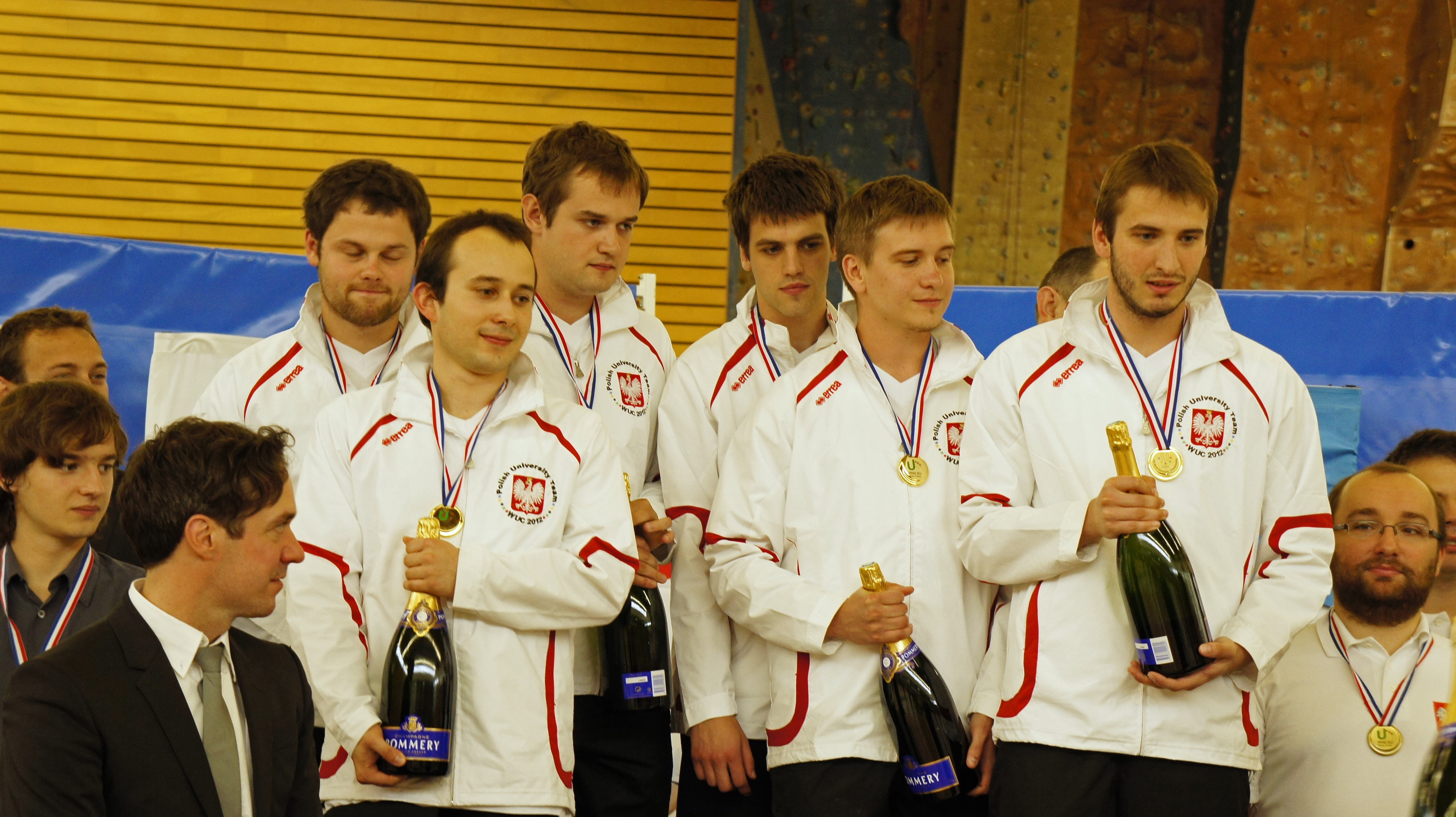
L'équipe championne, la Pologne.

Toutes les deux années se déroulent les championnats du monde universitaire de bridge. En 2012, la sixième édition se déroulait à Reims :
- 1er : Pologne ;
- 2e : République tchèque ;
- 3e : Pologne 2[7].